# كأس فيجي لكرة القدم
كأس فيجي لكرة القدم (بالإنجليزية: Fiji Football Association Cup Tournament)‏ هي بطولة رسمية لكرة القدم في فيجي، أسست البطولة سنة 1991م، وتشارك فيه الأندية المرخصة لاتحاد فيجي لكرة القدم.

## وصلات خارجية
- Fiji FACT Roll of Honour
- The Rec.Sport.Soccer Statistics Foundation.